# Unix System Laboratories
Unix Systems Laboratories (USL) era inicialmente el departamento de AT&T/Laboratorios Bell responsable del desarrollo y licencias de sistema operativo Unix. Fue organizado como filial de AT&T en 1989. 
En 1991 formó junto con Novell la joint venture Univel, siendo adquirido USL por Novell en 1993.
Participó en el juicio sobre BSD contra la universidad de California y Berkeley Software Design en 1992-93
- Datos: Q2297159
- Multimedia: Unix System Laboratories / Q2297159